# フルカス

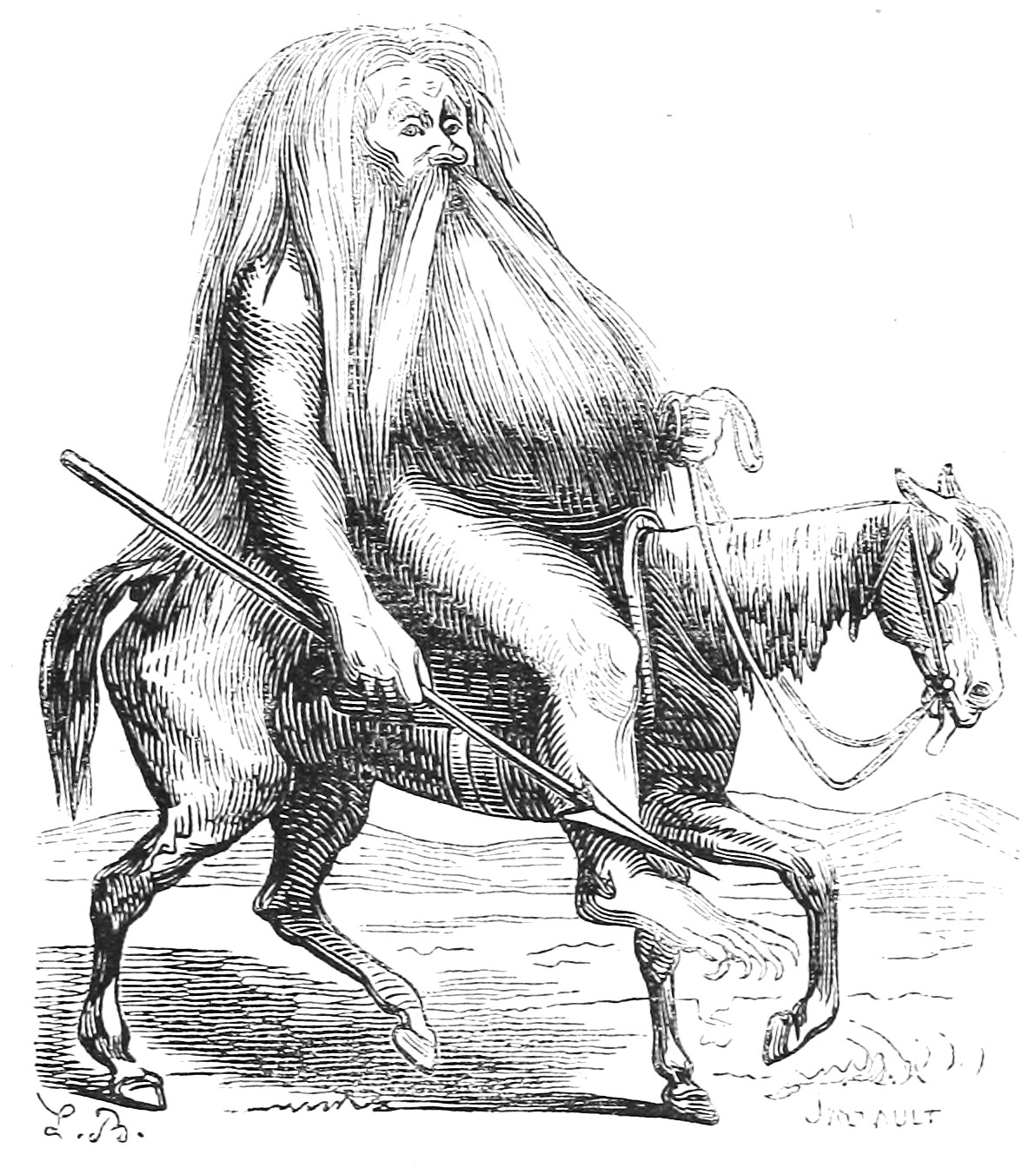
コラン・ド・プランシー著『地獄の辞典』第6版（1863年）「フォルカス(Forcas)」の項の挿絵

フルカス（Furcas）は、悪魔学における悪魔の一人。

## 概要
グリモワールの一つである『ゴエティア』によると、フルカスは20の軍団を率いる序列50番の地獄の騎士である。アーサー・エドワード・ウェイトはフルカスの爵位を公爵としている。
白髪と長いあごひげをたくわえた、残忍な老人の姿で現れる。手には鋭い槍を持ち、青ざめた馬に乗っている。哲学や修辞学、論理学、天文学、手相、火占術などを教えてくれるという。
コラン・ド・プランシーの『地獄の辞典』においては、「フォルカス（フォーラス、またはフルカス）（原題：Forcas (Forras, Furcas)）」という項目で紹介されている。項目名および内容は、『悪魔の偽王国』や『ゴエティア』において別個の悪魔として紹介されているフォラスとの混同が見られる。